# Parròquia de Saint Elizabeth
La Parròquia de Saint Elizabeth és una de les catorze parròquies que formen l'organització territorial de Jamaica, i es troba dins del comtat de Cornwall.

## Demografia
La superfície d'aquesta divisió administrativa abasta una extensió de territori d'uns 1.212,4 quilòmetres quadrats. La població d'aquesta parròquia està composta per un total de 150.205 residents (segons les xifres que va llançar el cens dut a terme l'any 2011). Mentre que la seva densitat poblacional és d'uns cent vint-i-dos habitants per cada quilòmetre quadrat aproximadament.

## Geografia
Els sectors del nord i el nord-est de la parròquia són muntanyosos. Hi ha tres cadenes muntanyoses, les muntanyes Nassau al nord-est, les muntanyes Lacovia a l'oest de les muntanyes de Nassau, i les muntanyes de Santa Creu que, cap al sud, divideix l'extensa plana que acaba en una caiguda precipitada de 500 metres a Lovers' Leap. A les seccions centrals i sud formen una extensa plana dividida per les muntanyes de Santa Creu. Una gran part de les terres baixes està coberta per pantans, però encara proporciona la terra per al pasturatge de cavalls i mules.
El principal riu de la parròquia és el riu Negre, els 53,4 quilòmetres de llarg, el converteix en el riu més llarg de Jamaica. És navegable per uns 40 quilòmetres, i conflueixen molts afluents com YS, Broad, Grass i Horse Savannah. El riu té la seva font en les muntanyes de Manchester, on s'eleva i flueix cap a l'oest a la frontera entre Manchester i després passa per sota terra de Trelawny. Reapareix breument en diversos pobles dels voltants, però reapareix prop de Balaclava i desemboca a la plana coneguda com la Savannah, a través de Great Morass i a la mar és on desemboca finalment, la capital de la parròquia.
El sud de la parròquia posseeix planes, i pedra calcària càrstica al nord. Les zones càrstiques són conegudes per posseir més de 130 coves. Aquestes inclouen la Cova Mèxic i la Cova del Riu Wallingford, prop de Balaclava, que són dues seccions associades d'un important riu subterrani que té el seu origen en el sud de Trelawny, així com les coves de Yardley Chase prop del peu de Lovers' Leap, i la Cova del Perú, prop de Goshen, que compten amb estalactites i estalagmites. Els dipòsits minerals com ara bauxita, antimoni, pedra calcària blanca, argila, torba i sorra de sílice que s'utilitza per a la fabricació de vidre són abundants en aquesta parròquia.